# Land art
Le land art est une tendance de l'art contemporain utilisant le cadre et les matériaux de la nature (bois, terre, pierre, sable, eau, rocher, etc.). Le plus souvent, les œuvres sont en extérieur, exposées aux éléments et soumises à l'érosion naturelle ; ainsi, certaines œuvres ont disparu et il ne reste que leur souvenir photographique et des vidéos.
Les premières œuvres ont été réalisées dans les paysages désertiques de l'Ouest américain à la fin des années 1960. Les œuvres les plus imposantes, réalisées avec des équipements de construction, portent le nom d’earthworks (« terrassements »).

## Caractéristiques

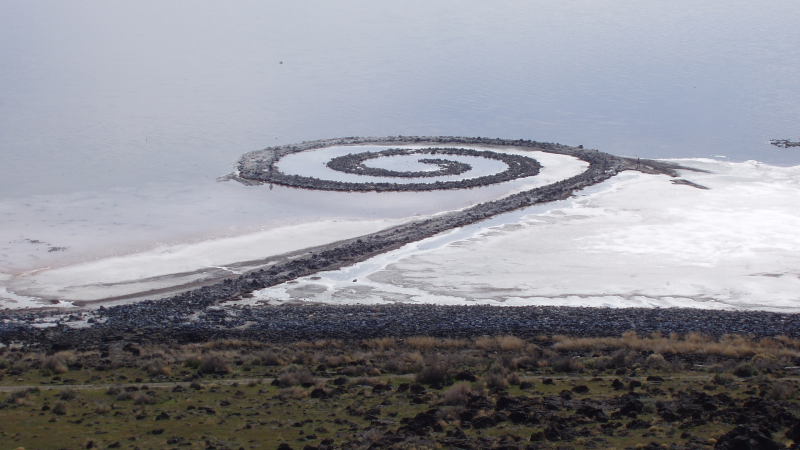
Spiral Jetty de Robert Smithson, photographiée en avril 2005.

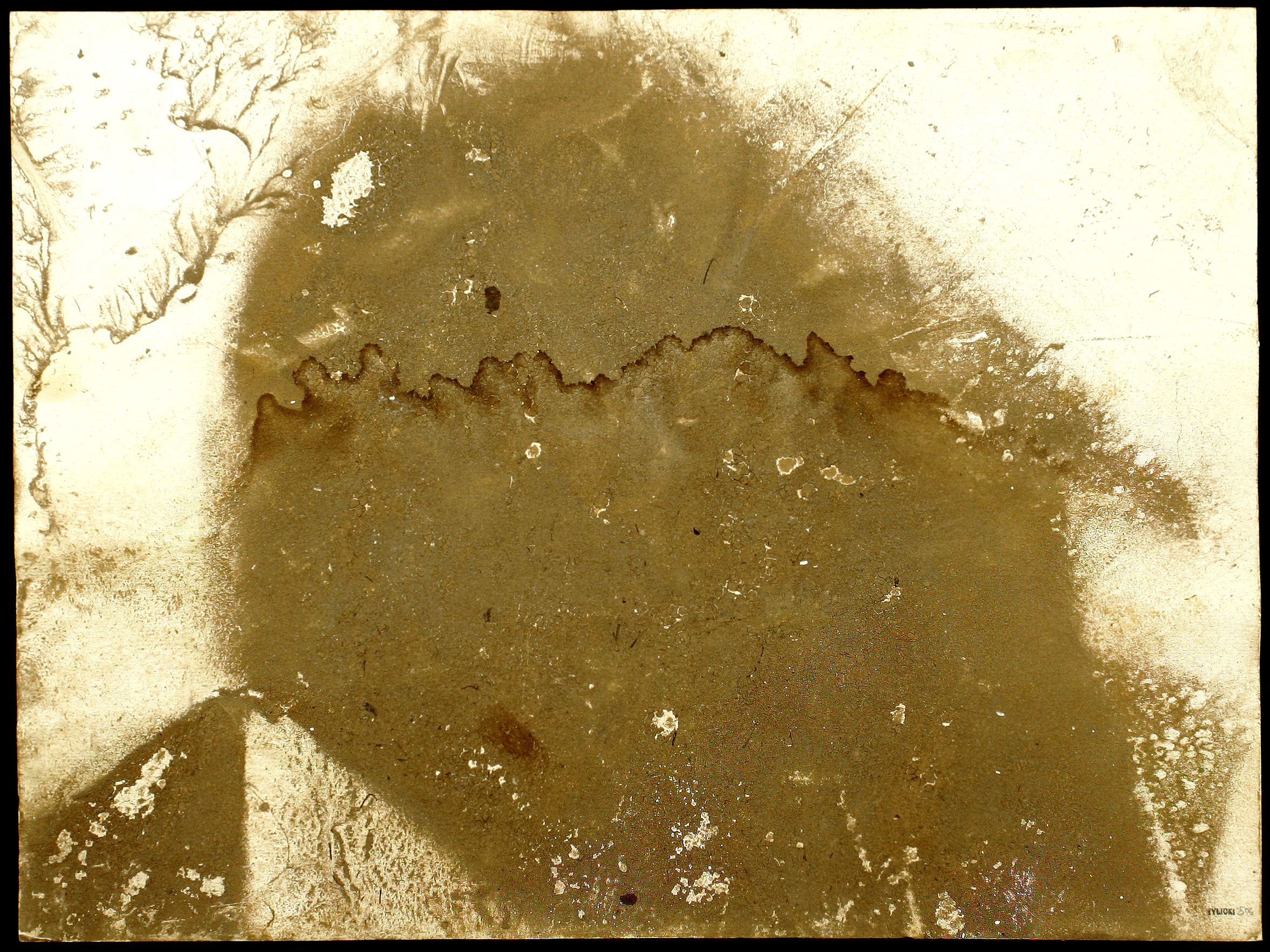
Jacek Tylicki, Papier aquarelle laissé sur la rive de la rivière pendant 4 jours. S.W. de Lund, en Suède, 473 x 354 mm.

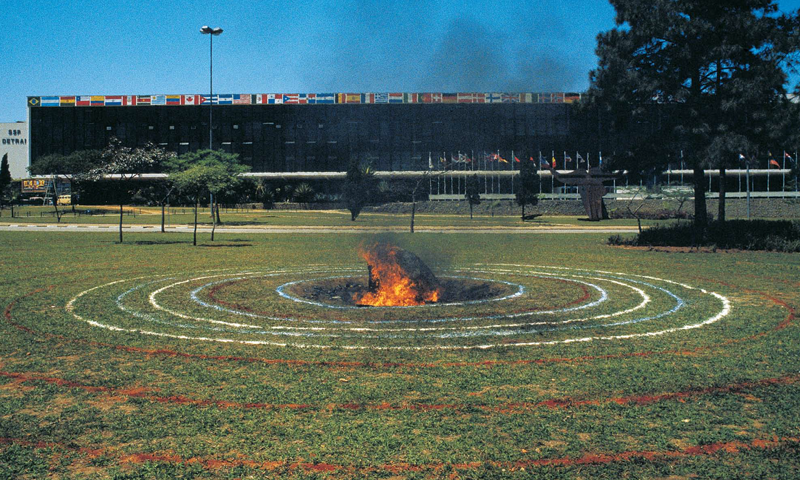
Milton Becerra Meteorite Parc d'Ibirapuera, XVIII Biennial of Sao Paulo, Brazil (1985).

Avec les artistes du land art, la nature n'est plus simplement représentée : c'est au cœur d'elle-même (in situ) que les créateurs travaillent. Ils veulent quitter les musées et les galeries avec leurs tickets d'entrée et heures d'ouverture afin de véritablement « sortir des sentiers battus ». L'œuvre doit être non plus une valeur marchande vouée à une élite mais une véritable expérience liée au monde réel. Les œuvres sont souvent gigantesques, comme Double Negative de Michael Heizer, où 244 800 tonnes de roches sont déplacées dans le désert du Nevada. Spiral Jetty de Robert Smithson (1970) était une longue jetée de 457 m de long et de cinq mètres de large environ au bord du Grand Lac Salé. Elle fut engloutie par une brusque montée des eaux en 1972. Outre les productions des artistes américains, qui forment le cœur du mouvement, il convient de citer la peinture des montagnes du Tibesti par Jean Vérame.
Les artistes utilisent les matériaux de la nature (bois, terre, pierres, sable, rocher, etc.) et creusent, déplacent, transportent, accumulent, griffent, tracent, plantent… Ils introduisent aussi des produits manufacturés : 400 poteaux en acier inoxydable dans le désert du Nouveau-Mexique (Walter De Maria, The Lightning Field), 2 700 parasols jaunes ou bleus simultanément sur la côte californienne et au Japon (Christo et Jeanne-Claude, The Umbrellas), ou de gigantesques nénuphars de tissu rose autour des îles de Floride (Christo et Jeanne-Claude, Surrounded Islands).
Les artistes travaillent souvent dans des lieux éloignés des centres urbains et l'usage de la photographie leur permet de faire connaitre leurs œuvres. Des croquis, reportages et vidéos sont présentés au public et permettent à l'artiste de vivre et de réaliser d'autres œuvres. C'est ainsi que dans les années 1970, certaines œuvres intègrent les musées et expositions, d'abord par l'image puis par des installations dans les espaces intérieurs, comme Ligne d'ardoises de Richard Long au Centre d'arts plastiques contemporains de Bordeaux (CAPC). Ainsi cette aventure renouvelle-t-elle la longue tradition du paysage.
Si les « earthworks » sont des altérations durables du paysage, la plupart des œuvres du land art relèvent plutôt de l'art éphémère, vouées à plus ou moins longue échéance à la disparition sous l'effet des éléments naturels.

## Histoire
L'histoire du land art débute en octobre 1968 avec l'exposition intitulée Earth Works, à la Dwan Gallery à New York. Avec la publication de son essai The Sedimentation of the Mind: Earth Projects en 1968, Robert Smithson s'impose comme le théoricien du land art et devient la figure emblématique de cette tendance artistique, aux côtés de Robert Morris, Nancy Holt, Dennis Oppenheim, Walter De Maria, Christo et Jeanne-Claude et Michael Heizer. En février 1969, une autre exposition, Earth Art, organisée par Willoughby Sharp au Andrew Dickson White Museum of Art (Ithaca, New York), confirme l'importance du land art sur la scène de l'art. Deux mois plus tard, le 15 avril 1969, le vidéaste Gerry Schum organise sur la chaîne Sender Freies Berlin (SFB) de la télévision allemande une exposition télévisuelle intitulée Land Art, réunissant cette fois Richard Long, Barry Flanagan, Dennis Oppenheim, Robert Smithson, Marinus Boezem, Jan Dibbets, Walter De Maria et Michael Heizer (ce dernier, en désaccord avec Schum, se désistera finalement).
Les motivations premières du land art étaient de se débarrasser de l'art de chevalet et des grands principes du modernisme prônés par le critique d'art Clement Greenberg. Comme la plupart des mouvements nés dans les années 1960, le land art cherchait à lier l'art et la vie, à arrêter de produire des œuvres destinées à être seulement admirées dans des musées.
Cette tradition s'est perpétuée chez plusieurs artistes contemporains qui travaillent directement dans la nature. Les œuvres sont souvent éphémères et ne deviennent durables que via la photographie : feuilles, fleurs, neige, glace par Andy Goldsworthy ou Nils-Udo ainsi que la plupart des œuvres de Richard Long.

## Earthwork

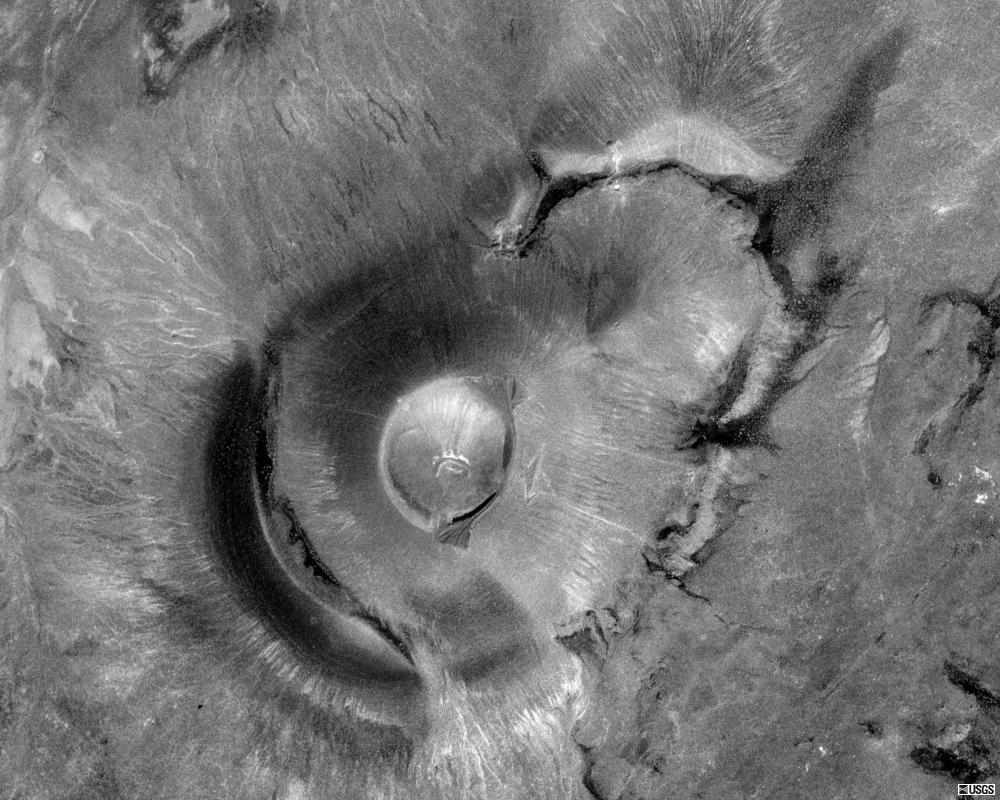
Image satellite de Roden Crater en Arizona, où James Turrell transforme le cratère d'un volcan en observatoire astronomique.

Le terme anglais « earthwork » (« terrassement ») désigne une œuvre d'art créée dans la nature et dont le matériau de base est la terre. Alors que land art désigne l'ensemble du courant artistique qui utilise la nature comme matériau, earthworks s'applique surtout aux œuvres des artistes américains qui ont profité des déserts du Sud-ouest pour lancer des projets utilisant de gros moyens techniques et laissant une empreinte permanente dans le paysage.
Selon Robert Smithson, l'un des principaux artistes du land art américain, le terme earthworks aurait été inspiré par le titre d'un roman éponyme, paru en 1967, de l'auteur de science-fiction britannique Brian Aldiss. Le mot earthworks est utilisé pour la première fois lors d'une exposition du même nom organisée à New York en 1968 ; l'année suivante, c'est l'expression Earth Art qui s'impose pour l'exposition présentée au White Museum de Ithaca. La dénomination Land Art est forgée par l'artiste Walter De Maria qui nomme ainsi ses propres projets.

## Artistes

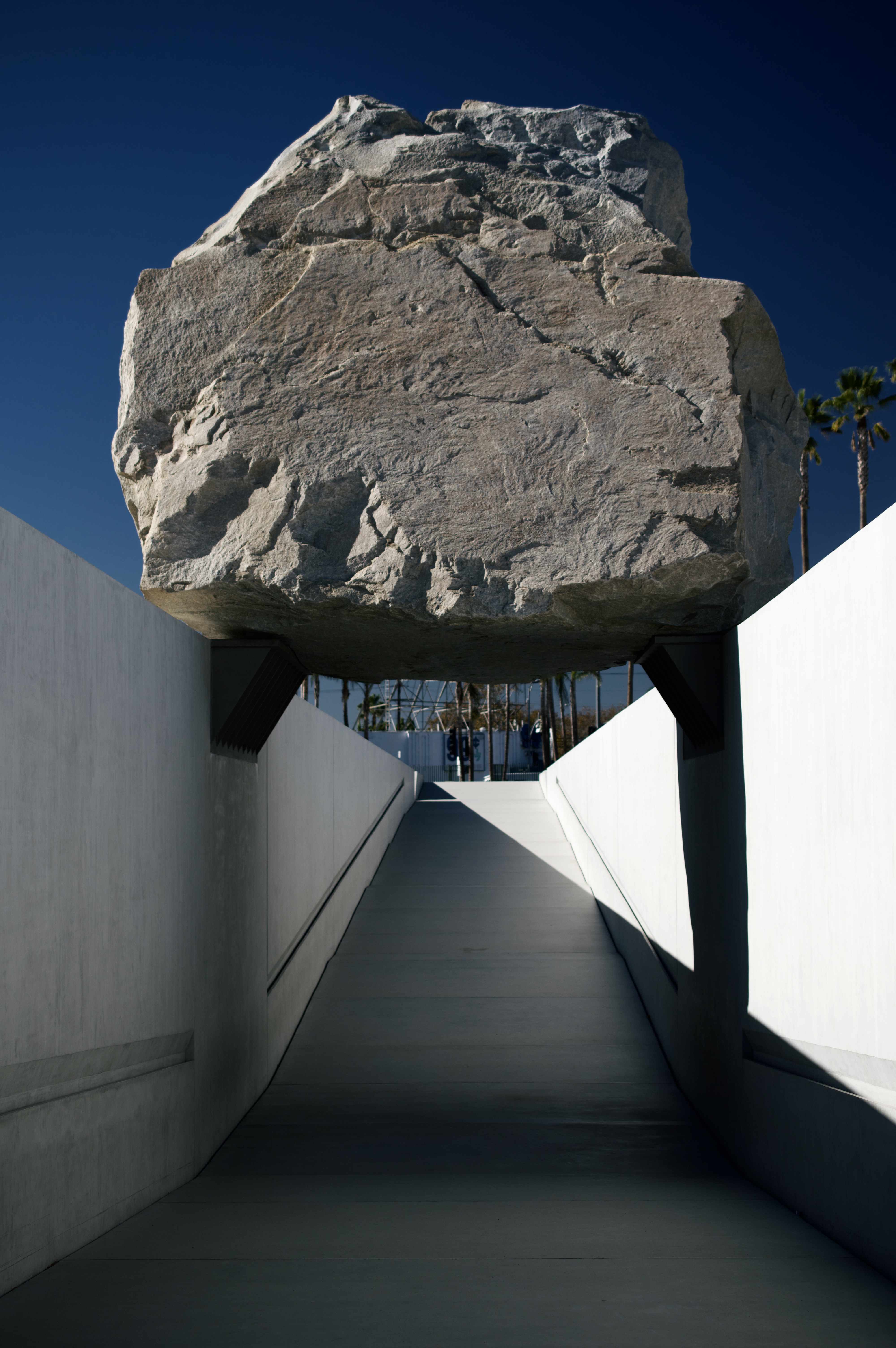
Aux États-Unis, Levitated Mass de Michael Heizer, rocher de 308 tonnes perché au-dessus d'une tranchée où les visiteurs peuvent circuler.

- Nils-Udo
- Giovanni Anselmo
- Milton Becerra
- Jean Clareboudt
- Walter De Maria
- Ágnes Dénes
- Jim Denevan
- Jan Dibbets
- Ian Hamilton Finlay
- Barry Flanagan
- Hamish Fulton
- Andy Goldsworthy
- Michael Heizer
- Nancy Holt
- Jun'ichi Kakizaki
- Wolfgang Laib
- Maya Lin
- Richard Long
- Giuliano Mauri (it)
- Robert Morris
- Maria Nordman
- Juliana Notari
- Dennis Oppenheim
- Charles Ross
- Saype
- Richard Serra
- Robert Smithson
- Teruhisa Suzuki
- James Turrell
- Jacek Tylicki
- Jean Vérame

## Galerie

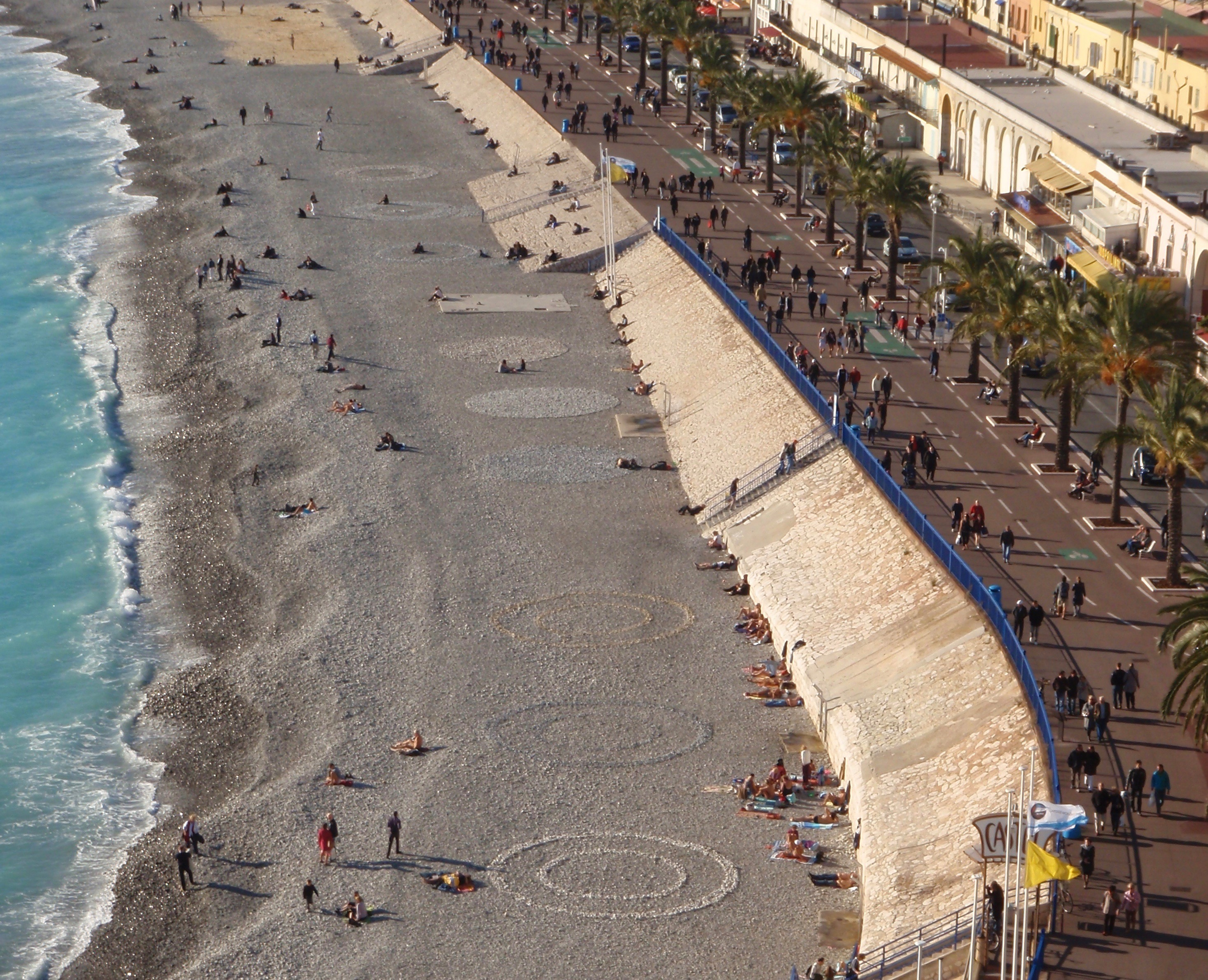
Cercles de galets sur la plage des Ponchettes, quai des États-Unis à Nice (France).
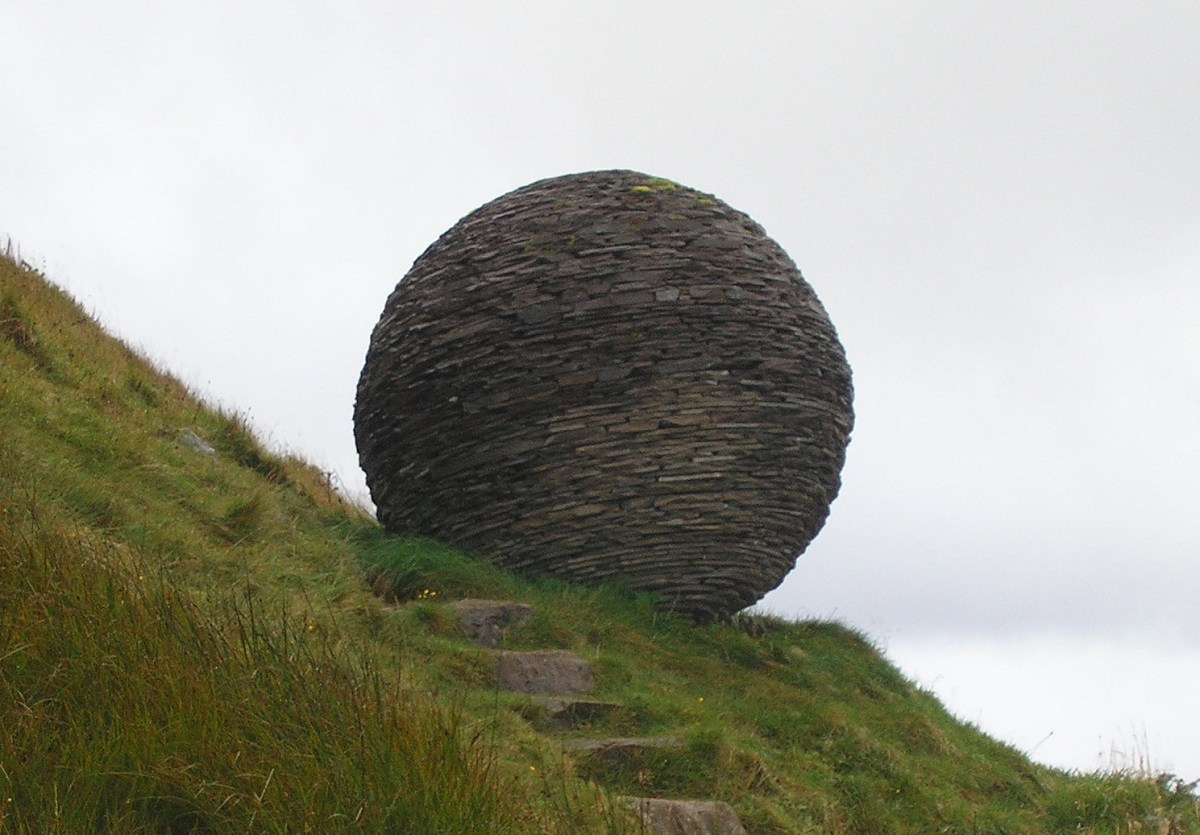
La Sphère déversée, œuvre de Joe Smith, à Knockan Crag, en Écosse.
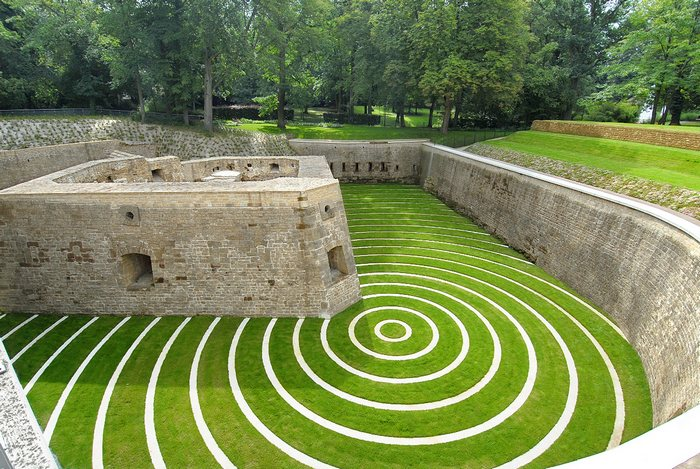
La Vague, œuvre de Jean-Bernard Métais, cercles d'agrégats blancs et de mottes de gazon, 150 x 100 m, 2007, au Luxembourg.
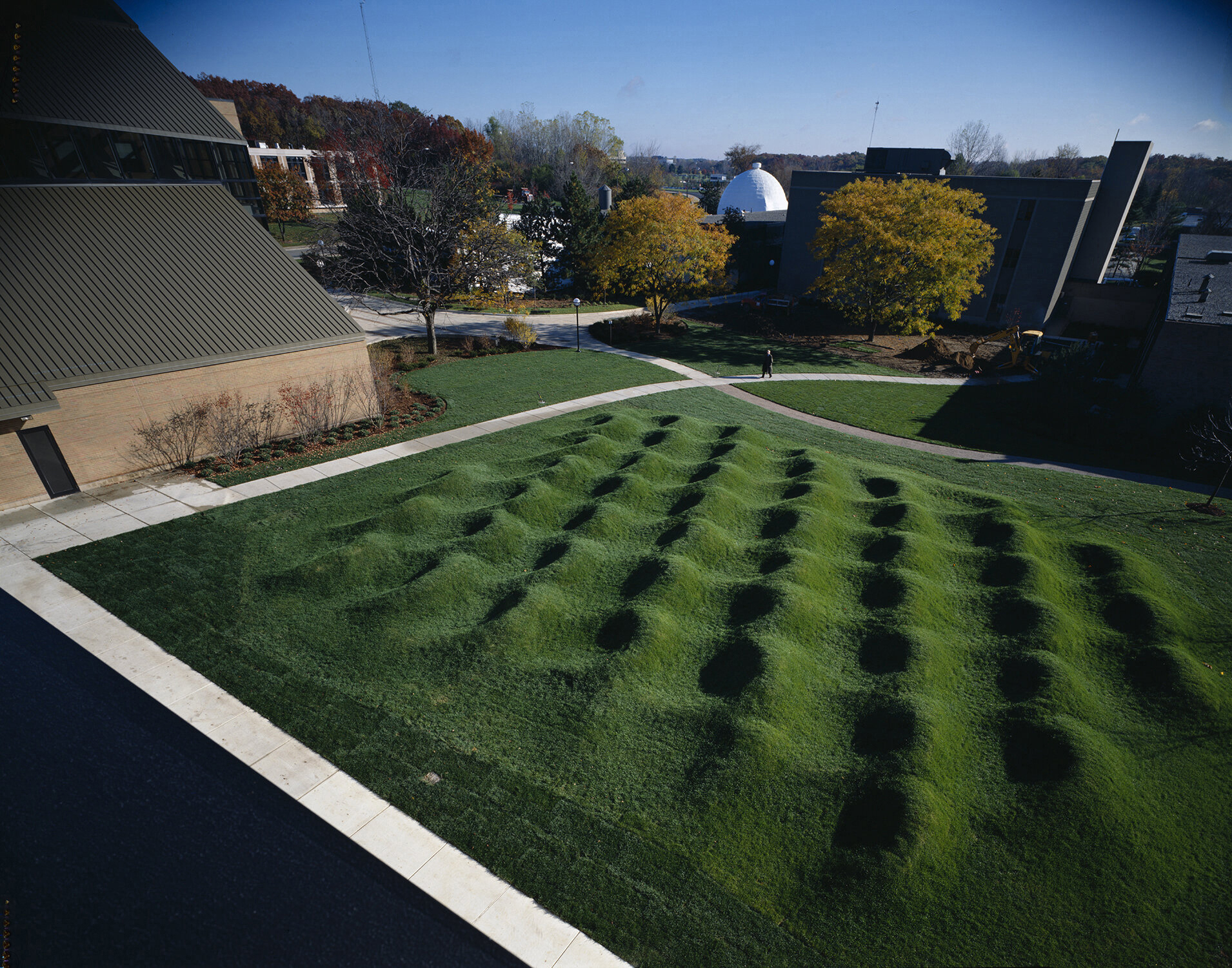
Wave Field, par Maya Lin, 1995, Université du Michigan à Ann Arbor.